# Fudge (godis)

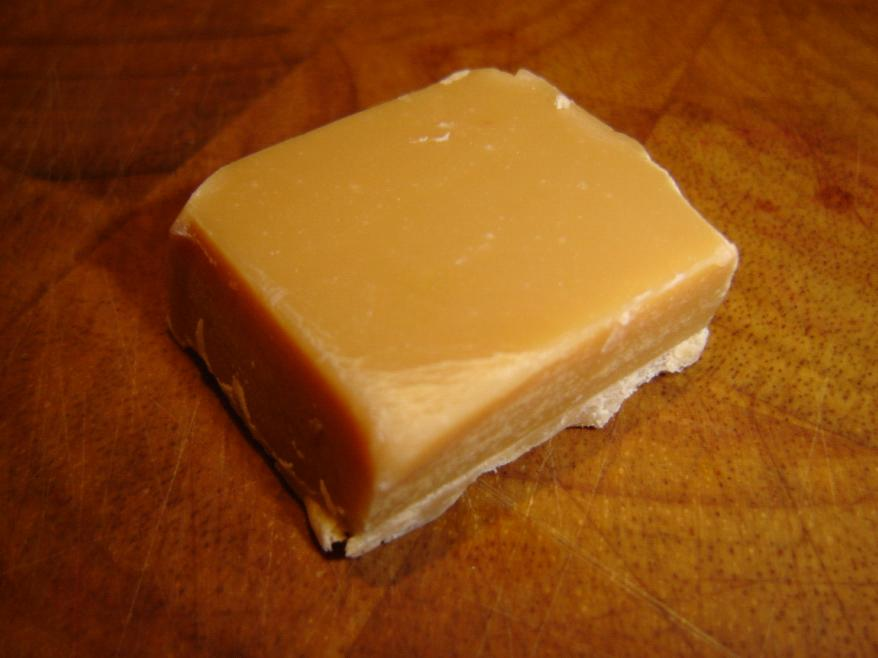
En bit rysk fudge.

Fudge (av engelska fudge med samma betydelse) är ett slags godis. Fudge påminner om kola i smaken men är mjukare och grynigare i konsistensen.
Ingredienserna är samma som för kola (vätska, socker, smaksättare) men blandningen kokas inte till lika hög temperatur och vispas därefter kall.
Det är vanligt att smaksätta fudgebitarna med till exempel choklad, vit choklad, vanilj, irish coffee, russin, rom, likör, lakrits, nötter, ostkakesmak eller jordnötssmör.

## Fudge i populärkulturen
I ett avsnitt av TV-serien South Park figurerar Tom Cruise där han i sin yrkesroll packar fudge.